# Emmerich von Schöneck

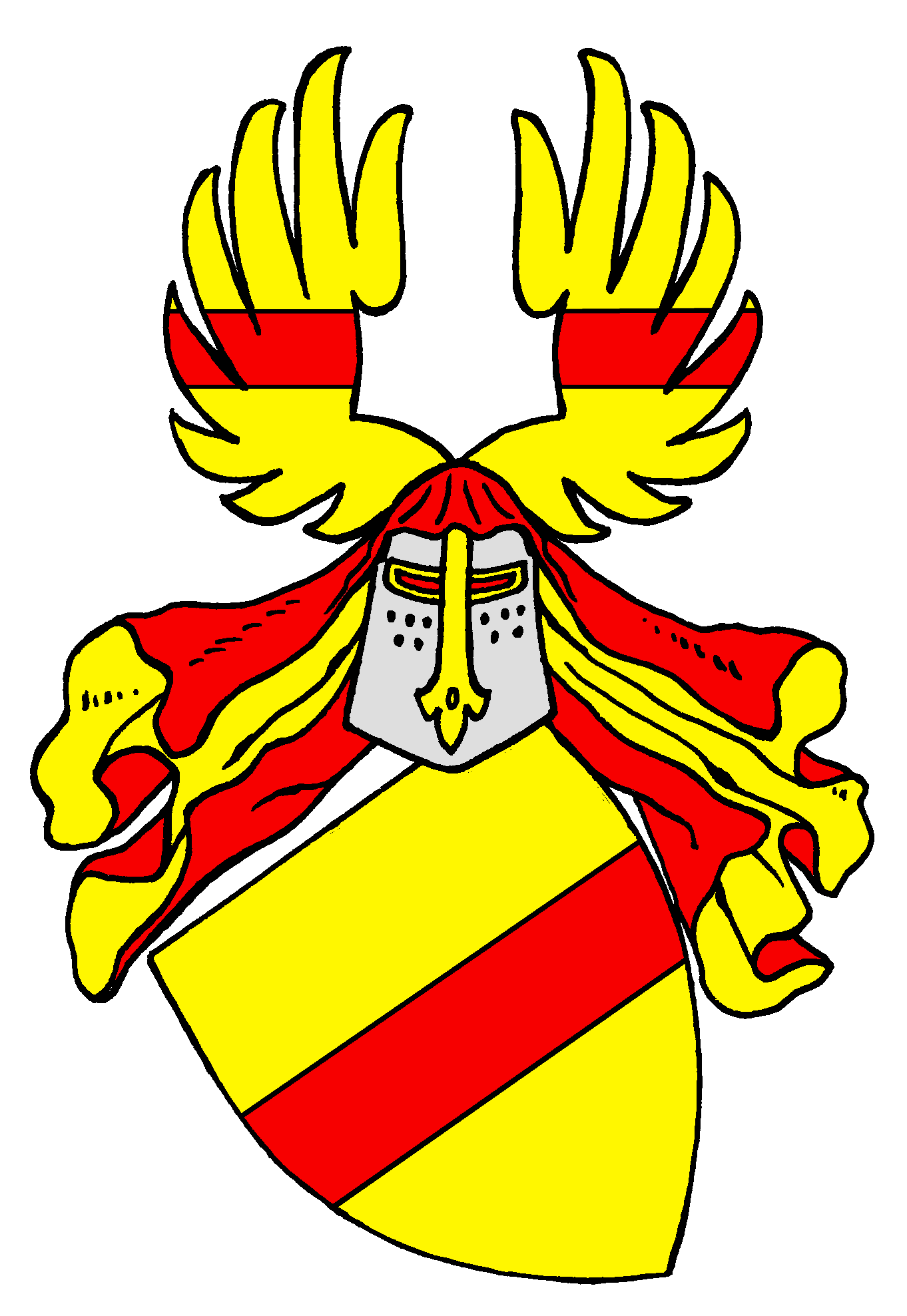
Wappen der Herren von Schöneck

Emmerich von Schöneck, († 23. Januar oder 10. Februar 1318) war Bischof von Worms.

## Herkunft und Familie
Emmerich stammte aus dem Hunsrücker Adelsgeschlecht von Schöneck, mit Stammsitz auf der gleichnamigen Burg und war der Bruder des Wormser Bischofs Simon von Schöneck, einem seiner Vorgänger, sowie der Onkel von Konrad IV. von Schöneck, einem seiner Nachfolger.

## Leben
Er trat in den geistlichen Stand, erscheint seit 1279 als Domherr in Mainz und ab 1284 als dortiger Domscholaster. 1280 war er Stiftspropst zu Dorla, 1289 am Dom St. Bartholomäus in Frankfurt. Seit 1289 bekleidete Emmerich von Schöneck auch die Würde eines Päpstlichen Kaplans, 1299 wurde er Hofkaplan König Albrecht I.
Nach dem Tod des Wormser Bischofs Eberwin I. von Cronberg († 1303) kam es dort zu Auseinandersetzungen im Domkapitel und zu einer strittigen Bischofswahl, weshalb ihn Papst Benedikt XI. 1304 als seinen eigenen Kandidaten für den vakanten Stuhl von Worms benannte. Der Pontifex starb aber bald darauf.
Nach dem Tod des Mainzer Erzbischofs Gerhard II. von Eppstein († 25. Februar 1305), wählte ein Teil des Mainzer Domkapitels Emmerich von Schöneck dort zum Nachfolger. Die anderen Domherren entschieden sich für den Kleriker Emich von Sponheim. Beide Kontrahenten begehrten nun von Papst Clemens V. die Anerkennung. Dieser bestätigte jedoch keinen von beiden, sondern bestimmte Anfang November 1306 den Basler Bischof Peter von Aspelt zum neuen Erzbischof von Mainz.
Daraufhin ernannte Clemens V., den Willen seines Vorgängers Benedikt XI. aufgreifend, Emmerich von Schöneck am 16. September 1307 zum Bischof von Worms. Bald danach erhielt er die Bischofsweihe. Er soll mit großer Umsicht regiert und stets versucht haben im Einvernehmen mit der Stadt zu leben. 1316 hielt er eine Diözesansynode zur Hebung des religiösen Lebens. Nach seinem Tod bestattete man ihn 1318, im Ostteil des Wormser Domes, vor dem Sakramentsaltar. Die Historiker Friedrich Zorn und Johann Friedrich Schannat († 1739) überliefern seine Grabinschrift.